# Бєляєв В'ячеслав Васильович
В'ячеслав Васильович Бєляєв (нар. 15 вересня 1923 — пом. 19 березня 1997) — радянський офіцер-танкіст, Герой Радянського Союзу (1945), учасник німецько-радянської війни.

## Біографічні відомості
Народився 15 вересня 1923 року в місті Весьєгонськ Тверської області в селянській родині. Росіянин. Закінчив середню школу. 
У червні 1941 року призваний до лав Червоної Армії. У 1942 році закінчив Пушкінське танкове училище. У боях німецько-радянської війни з липня 1943 року. Воював на Воронезькому, 1-му Українському і 1-му Білоруському фронтах. Був двічі поранений і контужений.
Командир взводу 1-ї танкової бригади (8-й механізований корпус, 1-ша танкова армія, 1-й Білоруський фронт) гвардії старший лейтенант Бєляєв у числі перших подолав річку Пилиця в районі міста Нове-Място (Польща) і захопив плацдарм. 18 січня 1945 року взвод увірвався у м. Александрув-Лодзький, захопив десятки автомашин з грузом і понад 100 полонених.
27 лютого 1945 року гвардії старшому лейтенанту Бєляєву В'ячеславу Васильовичу присвоєно звання Героя Радянського Союзу з врученням ордена Леніна і медалі «Золота Зірка» (№ 5142).
28 квітня 1945 в Берліні він був важко поранений. Два роки лікувався в Москві. Після закінчення війни продовжував службу в армії.
У 1956 році закінчив Військову академію бронетанкових військ.
З 1973 року полковник В.В. Бєляєв у запасі. Жив і працював у Нижньому Новгороді. Помер 19 березня 2000 року. Похований у Нижньому Новгороді на Бугровскому кладовищі.